# 769 Татјана
769 Татјана (енгл. 769 Tatjana) је астероид главног астероидног појаса са пречником од приближно 106,44 .
Афел астероида је на удаљености од 3,762 астрономских јединица (АЈ) од Сунца, а перихел на 2,590 АЈ.
Ексцентрицитет орбите износи 0,184, инклинација (нагиб) орбите у односу на раван еклиптике 7,360 степени, а орбитални период износи 2067,757 дана (5,661 година).
Апсолутна магнитуда астероида је 8,90 а геометријски албедо 0,042.
Астероид је откривен 6. октобра 1913. године.